# Gotse Delchev (huyện)
Gotse Delchev là một huyện thuộc tỉnh Blagoevgrad, Bulgaria. Dân số thời điểm năm 2001 là 32571 người.